# Arsen Sargsyan
Arsen Sarkysjan (ur. 13 grudnia 1984 roku w Wanadzor) – ormiański lekkoatleta specjalizujący się w skoku w dal, uczestnik letnich igrzysk olimpijskich w 2012 roku.

## Sukcesy sportowe
| Rok  | Zawody                                | Miasto    | Miejsce     | Wynik  |
| ---- | ------------------------------------- | --------- | ----------- | ------ |
| 2001 | Mistrzostwa Świata Juniorów Młodszych | Debreczyn | 32. miejsce | 6,43 m |
| 2003 | Mistrzostwa Europy Juniorów           | Tampere   | 11. miejsce | 7,09 m |
| 2005 | Młodzieżowe Mistrzostwa Europy        | Erfurt    | 19. miejsce | 7,16 m |
| 2005 | Letnia Uniwersjada                    | Izmir     | 24. miejsce | 7,18 m |
| 2009 | Halowe Mistrzostwa Europy             | Turyn     | 20. miejsce | 7,53 m |
| 2010 | Halowe Mistrzostwa Świata             | Doha      | 26. miejsce | 7,45 m |
| 2010 | Mistrzostwa Europy                    | Barcelona | 25. miejsce | 7,60 m |
| 2012 | Mistrzostwa Europy                    | Helsinki  | 29. miejsce | 7,47 m |
| 2012 | Letnie Igrzyska Olimpijskie           | Londyn    | 25. miejsce | 7,62 m |
| 2013 | Halowe Mistrzostwa Europy             | Göteborg  | 20. miejsce | 7,44 m |
| 2013 | Igrzyska Frankofońskie                | Nicea     | 5. miejsce  | 7,76 m |
| 2014 | Halowe Mistrzostwa Świata             | Sopot     | 17. miejsce | 7,39 m |